# A Sir Phillip, con amore
A Sir Phillip, con amore (To Sir Phillip, With Love) è un romanzo della scrittrice americana Julia Quinn pubblicato nel 2003. Si tratta del quinto romanzo della saga dei Bridgerton.

## Trama
Il libro è ambientato tra il 1823 e il 1825 e racconta la storia di Eloise Bridgerton, quintogenita della famiglia Bridgerton, e di Phillip Crane. Eloise Bridgerton ha compiuto ventotto anni ed è ancora senza marito. Per circa un anno porta avanti una amicizia epistolare con sir Phillip Crane, un botanico vedovo con due gemelli da crescere. Dopo un anno, lui le chiede di sposarlo, ma egli appare inizialmente insensibile all'amore di Eloise.

## Accoglienza
Il romanzo ha scalato le classifiche del New York Times.

## Edizioni
- Julia Quinn, A Sir Phillip, con amore, Arnoldo Mondadori Editore, 2021, ISBN 978-8804740308.